# Слейтер, Джон Кларк
Джон Кларк Слэ́тер (Слейтер; англ. John Clarke Slater; 22 декабря 1900 – 25 июля 1976) — американский физик и химик-теоретик.

## Биография
Джон Слейтер учился в Университете Рочестера, где получил степень бакалавра в 1920 году. В 1923 году получил степень доктора философии по физике в Гарвардском университете. Затем он некоторое время проучился в Кембриджском университете и снова вернулся в Гарвард. В 1924 году он вместе с Нильсом Бором и Хендриком Крамерсом разработал теорию БКС (Бора-Крамерса-Слейтера), которая подтолкнула Вернера Гейзенберга к созданию квантовой механики. В период с 1930 по 1966 год работал профессором физики в Массачусетском технологическом институте, был назначен главой факультета, делал попытки превратить институт в полноценный научно-исследовательский университет. Позже он перешёл во Флоридский университет, где работал с 1966 по 1976 год  как профессор физики и химии.

## Вклад в науку
В 1929 год Слейтер предложил удобный способ выражать антисимметричные волновые функции для фермионов в виде детерминанта. Это выражение сейчас известно как детерминант Слэтера. В 1930 году Слейтер ввел экспоненциальные функции для описания атомных орбиталей. Эти функции в дальнейшем стали использоваться как орбитали слэтеровского типа (STO, Slater-type orbitals). Он полагал что значение экспоненты в этих функциях отражает заряд ядра, частично экранированный электронами, и сформулировал соответствующие правила для этих значений.
В физику твёрдого тела ввел аппроксимацию для потенциала кристаллического остова в виде форм для выпечки маффинов получивший название MT-потенциал.
В своё время Слейтер отговорил Ричарда Фейнмана от завершения Массачусетского технологического  института, полагая что тому следует отправиться в другое место «для собственного блага». Несмотря на то что Фейнман показывал себя одарённым учёным, ему приходилось бороться с институтским антисемитизмом; благодаря же рекомендации Слейтера он был принят в Принстонский университет.
Один из его учеников, Уильям Шокли, за свои работы в области физики твёрдого состояния получил Нобелевскую премию по физике.
Записи Слейтера были завещаны Американскому философскому обществу его вдовой Розой Слейтер.

## Награды
- 1929 — Стипендия Гуггенхайма[3]
- 1945 — Гиббсовская лекция
- 1951 — Премия памяти Рихтмайера
- 1967 — Премия Ирвинга Ленгмюра[англ.]
- 1970 — Национальная научная медаль США

## Книги, переведённые на русский язык
- Дж. Слэтер. Электронная структура молекул. — М.: Мир, 1965. — 587 с.
- Дж. Слэтер. Диэлектрики, полупроводники, металлы. — М.: Мир, 1969. — 647 с.
- Дж. Слэтер. Методы самосогласованного поля для молекул и твёрдых тел. — М.: Мир, 1978. — 664 с.